# Bertrimont
Bertrimont è un comune francese di 251 abitanti situato nel dipartimento della Senna Marittima nella regione della Normandia.

## Società

### Evoluzione demografica
Abitanti censiti